# The Ultimate Fighter 15 Finale
The Ultimate Fighter: Live Finale  è stato un evento di arti marziali miste organizzato dalla Ultimate Fighting Championship tenutosi il 1º giugno 2012 al Palms Casino Resort di Las Vegas, Stati Uniti.

## Retroscena
L'evento ospitò la fase finale della quindicesima stagione del reality show The Ultimate Fighter, con la sfida di pesi leggeri tra Michael Chiesa e Al Iaquinta, entrambi della squadra allenata da Urijah Faber.
L'evento avrebbe dovuto ospitare anche il rematch della semifinale del torneo dei pesi mosca tra Demetrious Johnson e Ian McCall, ma l'incontro venne spostato alla settimana successiva.
John Albert avrebbe dovuto affrontare Byron Bloodworth, ma quest'ultimo s'infortunò e venne sostituito dall'esordiente Erik Perez.

## Risultati

### Card preliminare
- Incontro categoria Pesi Gallo:  John Albert contro  Erik Perez

Perez sconfisse Albert per sottomissione (armbar) a 4:22 del primo round.
- Incontro categoria Pesi Leggeri:  Jeremy Larsen contro  Joe Proctor

Proctor sconfisse Larsen per KO Tecnico (ginocchiata e pugni) a 1:59 del primo round.
- Incontro categoria Pesi Leggeri:  Cristiano Marcello contro  Sam Sicilia

Sicilia sconfisse Marcello per KO (ginocchiata e pugni) a 2:53 del secondo round.
- Incontro categoria Pesi Leggeri:  Myles Jury contro  Chris Saunders

Jury sconfisse Saunders per sottomissione (strangolamento a ghigliottina) a 4:03 del primo round.
- Incontro categoria Pesi Leggeri:  Daron Cruickshank contro  Chris Tickle

Cruickshank sconfisse Tickle per decisione unanime (29-27, 29-27, 29-27).

### Card principale
- Incontro categoria Pesi Leggeri:  Justin Lawrence contro  John Cofer

Lawrence sconfisse Cofer per KO (calcio alla testa) a 0:19 del terzo round.
- Incontro categoria Pesi Piuma:  Max Holloway contro  Pat Schilling

Holloway sconfisse Schilling per decisione unanime (30-27, 30-27, 30-27).
- Incontro categoria Pesi Piuma:  Jonathan Brookins contro  Charles Oliveira

Oliveira sconfisse Brookins per sottomissione (strangolamento a ghigliottina) a 2:42 del secondo round.
- Finale del torneo dei Pesi Leggeri TUF 15:  Michael Chiesa contro  Al Iaquinta

Chiesa sconfisse Iaquinta per sottomissione (strangolamento da dietro) a 2:47 del primo round e divenne il campione del torneo dei pesi leggeri TUF 15.
- Incontro categoria Pesi Welter:  Jake Ellenberger contro  Martin Kampmann

Kampmann sconfisse Ellenberger per KO (ginocchiata) a 1:40 del secondo round.

## Premi
Ai vincitori sono stati assegnati 40.000$ per i seguenti premi:
- Fight of the Night:  Justin Lawrence contro  John Cofer
- Knockout of the Night:  Martin Kampmann e  Justin Lawrence
- Submission of the Night:  Michael Chiesa